# Liste der Stolpersteine in Weida
Die Liste der Stolpersteine in Weida enthält alle bekannten, vom Künstler Gunter Demnig verlegten Stolpersteine in besagter Stadt in Thüringen.

## Verlegte Stolpersteine
In Weida wurden fünf Stolpersteine an einem Standort verlegt.
| Stolperstein | Inschrift | Standort                  | Name, Leben                     |
| ------------ | --- | ------------------------- | ------------------------------- |
|              | GERAER STR. 40 WOHNTE CLARA FRÖHLICH GEB. VOIGT JG. 1877 GEDEMÜTIGT / ENTRECHTET TOT 23.7.1944                                               | Geraer Straße 40 Standort | Clara Fröhlich geb. Voigt       |
|              | GERAER STR. 40 WOHNTE SIMON FRÖHLICH JG. 1876 DEPORTIERT 1944 THERESIENSTADT ERMORDET 7.2.1945                                               | Geraer Straße 40 Standort | Simon Fröhlich                  |
|              | GERAER STR. 40 WOHNTE EGON SABERSKY JG. 1911 FLUCHT 1936 TSCHECHOSLOWAKEI SEIT 1939 MEHRMALS VERHAFTET DEPORTIERT 1943 ERMORDET IN AUSCHWITZ | Geraer Straße 40 Standort | Egon Sabersky                   |
|              | FRITZ SABERSKY JG. 1905 'SCHUTZHAFT' 1938 BUCHENWALD FLUCHT 1939 ENGLAND                                                                     | Geraer Straße 40 Standort | Fitz Sabersky                   |
|              | GERAER STR. 40 WOHNTE MARGARETE SABERSKY GEB. EPSTEIN JG. 1877 DEPORTIERT 1942 THERESIENSTADT ERMORDET 5.10.1944                             | Geraer Straße 40 Standort | Margarete Sabersky geb. Epstein |

## Verlegedatum
15. März 2017